# Majordomo
Majordomoは、Great Circle AssociatesのBrent Chapmanが開発したメーリングリスト管理ソフトウェア。Perlで記述され、UNIXやそれに類するオペレーティングシステムの上でSendmailと連携して動作する。“major domo”(ラテン語「家の長」) は家令を指す言葉である。
Majordomoの現在のバージョンは1.94.5で、2000年1月19日にリリースされている。

## 歴史
Majordomoは1992年から広く使われるようになった。このころはウェブブラウザはまだひろまっておらず、多くの人が電子メールは使えてもワールド・ワイド・ウェブへのアクセスはできなかった。そのため、メーリングリストへの登録やリストからの登録解除を (現代の読者にとってはめんどうな方法と感じられるかもしれないが) システムへの指示を記入した電子メールメッセージを送ることで実現した。
後にはMajorCoolのように、ウェブインタフェースを提供するフロントエンドもあらわれたが、多くのメーリングリストではMajordomoの本来の機能を使いつづけている。Majordomoを完全に書き直して、ユーザが使い慣れた電子メールインタフェースを保ちながらウェブインタフェースなどの面で大幅に改良しようとする試みとしてMajordomo 2があり、OpenBSDプロジェクトなどで利用されている。
Majordomoが登場する以前は、メールサーバに設置してあるメーリングリスト——特定のアドレスあてのメッセージをどこに転送するかの一覧を記したデータ——を手作業で保守していた。リストの所有者（リストを変更する権限を持つユーザ）がテキストファイルを直接編集して、購読者の電子メールアドレスを加えたり外したりしていたのである。まもなく、たくさんのメーリングリストをひとつのサーバに置いて貸し出す商用のサービスがあらわれ、多くの利用者がそこに移った。が、そういったサービスでメールを配送しつづけるには、リストの所有者に年間100ドルも支払わなければならなくなることもしばしばだった。こうした業者の多くはYahoo!のような専門業者に身売りしていき、次第にYahoo! Groupsなどのサービスに吸収されていった。
この時代に利用されたメーリングリスト用の商用製品としてはLISTSERVがある。また、ここ数年で人気を獲得したオープンソースのメーリングリストソフトウェアとしてはGNU MailmanやphpList、qmailで動作するソフトウェアとしてはezmlm (およびその改良版のezmlm-idx) がある。

## ライセンス
Majordomoは、コミュニティベースでサポートされる「半自由ソフトウェア」ではあるが、ライセンスの条項は「Majordomoのいかなる部分であっても、販売されるプログラムその他の製品と結合したり、それらから収益を得たりするには、Great Circle Associatesによる書面での承諾を要する〔…〕」と述べている。ライセンスが挙げる例外はわずかなものである。「あなたはMajordomoをあなたのサイトに配備し、それを利用する他者のために実行することができ、それらのサービスに対して収益を得ることができる。あなたはMajordomoを他のサイトに配備することができ、配備、設定、カスタマイズ、運用の際に収益を得ることができる。あなたは〔ライセンスに〕規定された配布条件に従う限り、Majordomoソフトウェアに対して行った改良で収益を得ることができる。あなたはMajordomoソフトウェアそのものから収益を得ることはできない。」